# Yuka Miyazaki
Cet article concerne une chanteuse et idole japonaise. Pour la footballeuse japonaise, voir Yuka Miyazaki (football).
Pour les articles homonymes, voir Miyazaki (homonymie).
Yuka Miyazaki (宮崎由加, Miyazaki Yuka), née le 2 avril 1994 à Ishikawa, est une chanteuse et idole japonaise, membre et leader du groupe féminin Juice=Juice depuis 2013 (et du groupe temporaire Green Fields en 2012) au sein du Hello! Project.

## Biographie
Yuka participe aux auditions pour intégrer le groupe S/mileage en août 2011. Elle est l'une des finalistes mais n'est pas choisie. Elle a également pris part à l'audition pour intégrer la 10e génération de Morning Musume, mais une fois de plus échoué. Plus tard en mars 2012, elle participe à une autre audition pour Up-Front, elle reçoit un prix au Samantha Thavasa Award et a été signé à Up-Front Works même si elle n'a pas gagné l'audition. Le 10 octobre 2012, il a été annoncé qu'elle serait membre du groupe temporaire du Hello! Project, GREEN FIELDS, aux côtés de Saki Shimizu et Aika Mitsui.
Le 3 février 2013, le producteur Tsunku a annoncé que, malgré le fait qu'elle ne fasse pas partie du groupe de débutants Hello! Pro Kenshusei, Yuka serait un membre du nouveau groupe du Hello! Project, Juice=Juice, avec cinq autres membres du Hello! Pro Kenshusei : Karin Miyamoto, Sayuki Takagi, Aina Otsuka, Akari Uemura, et Tomoko Kanazawa. Lors de la sortie du premier single major de Juice=Juice, Romance no Tochū, il est annoncé que Yuka deviendrait la leader du groupe avec Tomoko Kanazawa en tant que sub-leader.

## Groupes

### Au sein du Hello! Project
- Hello! Pro Kenshūsei (2009-2012)
- Green Fields (2012)
- Juice=Juice (2013-2019)

## Discographie

### Avec Juice=Juice
Albums
1. 15 juillet 2015 : First Squeeze!
2. 1er août 2018 : Juice=Juice #2 -¡Una más!-

Singles indies
1. 31 mars 2013 : Watashi ga Iu Mae ni Dakishimenakya ne
2. 5 mai 2013 : Samidare Bijo ga Samidareru
3. 8 juin 2013 : Ten Made Nobore! (Hello! Pro Kenshūsei feat. Juice=Juice)

Singles majors
1. 11 septembre 2013 : Romance no Tochū / Watashi ga Iu Mae ni Dakishimenakya ne (Memorial Edit) / Samidare Bijo ga Samidareru (Memorial Edit)
2. 4 décembre 2013 : Ijiwaru Shinaide Dakishimete yo / Hajimete wo Keikenchū
3. 19 mars 2014 : Hadaka no Hadaka no Hadaka no KISS / Are Kore Shitai!
4. 30 juillet 2014 : Black Butterfly / Kaze ni Fukarete
5. 1er octobre 2014 : Senobi / Date Ja Nai yo Uchi no Jinsei wa
6. 8 avril 2015 : Wonderful World / Ça va ? Ça va ?
7. 3 février 2016 : Next is you! / Karada Dake ga Otona ni Nattan Janai
8. 26 octobre 2016 : Dream Road ~Kokoro ga Odoridashiteru~ / Keep On Joshō Shikō!! / Ashita Yarō wa Bakayarō
9. 26 avril 2017 : Jidanda Dance / Feel! Kanjiru yo
10. 18 avril 2018 : Sexy Sexy / Naite Ii yo / Vivid Midnight
11. 13 février 2019 : Bitansan / Potsuri to / Good bye & Good luck!
12. 5 juin 2019 : “Hitori de Ikirare Sō” tte Sorettene, Homete Iru no? / 25sai Eien Setsu

Singles digital
- 23 août 2017 : Fiesta! Fiesta!

## Divers

### Filmographie
Programmes TV
- 2012–2013 : Hello! SATOYAMA Life (ハロー！ＳＡＴＯＹＡＭＡライフ?)
- Depuis 2014 : The Girls Live

Internet
- Depuis 2013 : Hello! Station (ハロ！ステ)

### Théâtre
- 2014 : Musical Koi Suru Hello Kitty (ミュージカル恋するハローキティ?)